# Archidiocèse de Sydney
L'archidiocèse de Sydney est une circonscription ecclésiastique de l'Église catholique en Australie. Le vicariat apostolique de 1834 a été érigé en archidiocèse le 22 avril 1842 par le pape Grégoire XVI. Son siège est actuellement occupé par Mgr Anthony Fisher, nommé en 2014. Le prélat siège à la cathédrale Sainte-Marie de Sydney. 
La superficie de ce diocèse est de 1 264 kilomètres carrés; il compte 578 000 fidèles, soit 28 % de la population totale. Il y a un total de 471 prêtres, dont 233 diocésains, ainsi qu'environ 1740 religieux et religieuses. Le diocèse compte au total 138 paroisses selon l'annuario pontificio de 2010. Cinq diacres permanents sont aussi au service du diocèse.

## Archevêques
- John Bede Polding, o.s.b. (1832 - 1877), archevêque à partir de 1842
- Roger William Bede Vaughan, o.s.b. (1877 - 1883)
- Francis Patrick Moran (1884 - 1911)
- Michael Kelly (1911 - 1940)
- Norman Thomas Gilroy (1940 - 1971)
- James Darcy Freeman (1971- 1983)
- Edward Bede Clancy (1983 - 2001)
- George Pell (2001 - 2014[2])
- Anthony Fisher, OP (2014 -)

## Suffragants
- Diocèse d'Armidale (en)
- Diocèse de Bathurst (en)
- Diocèse de Broken Bay (en)
- Diocèse de Lismore (en)
- Diocèse de Maitland-Newcastle (en)
- Diocèse de Parramatta
- Diocèse de Wilcannia-Forbes (en)
- Diocèse de Wollongong (en)

### Source
- Annuario pontificio 2010, Città del Vaticano, Libreria editrici vaticana, 2010, p.712-713.